# Problema de identificación de Benacerraf
El problema de identificación de Benacerraf, también conocido como el problema de las reducciones múltiples o problema de la reducción de los números a conjuntos, es un problema dentro de la filosofía de la matemática conocida como platonismo matemático. Como existen varias reducciones posibles de los números a conjuntos (e incluso a otros tipos de entidades), no resulta claro cuál de todas las reducciones posibles es la correcta, o si todas lo son, o si ninguna lo es.
El problema es un caso del problema más general de la inescrutabilidad de la referencia, y también de la subdeterminación de la teoría por la evidencia. Sin embargo, se distingue de los ejemplos clásicos de inescrutabilidad de la referencia por ser un problema puramente formal, de modo que no hay posibilidad de solución por medio de la percepción.

## El problema

### Exposición informal
Según Benacerraf (1965), existen dos condiciones necesarias y suficientes para que una progresión de objetos cualquiera se pueda considerar la progresión de los números. La primera es que satisfaga los axiomas de Peano, por ser la mejor teoría aritmética que tenemos. La segunda es que permita dar cuenta de ciertas operaciones que parecen involucrar números, pero que no forman parte de la teoría aritmética de Peano, en particular la operación de contar.
El problema deriva de que existen muchas (infinitas) progresiones distintas que satisfacen los requisitos para ser la progresión de los números. La progresión de Von Neumann, la de Zermelo, y la de Frege-Russell-Whitehead, por ejemplo. Luego, parece que existe más de una progresión de números. No queda claro, entonces, cuál de todas es la «verdadera» progresión de los números, o si todas lo son, o si ninguna lo es.
Con respecto al segundo requisito, cabe señalar que no se trata de poder dar una explicación del fenómeno empírico y psicológico de contar, sino más bien de poder ofrecer una definición de la operación. Por otra parte, cualquier modelo de los axiomas de Peano permite definir la operación de contar, de modo que si una progresión satisface el primer requisito, entonces también satisface el segundo.

### Exposición formal
Siguiendo a Steinhart (2002), el sistema de los números naturales es una tupla (N,s,0,<), donde N es el conjunto de los números naturales, s es la función sucesor, 0 es el cero, y < es la relación menor. El sistema de los números naturales se puede reducir a un sistema cualquiera α = (ω,f,e,≺) si y sólo si ω es un conjunto, f es una función sobre ω, e es un elemento distinguido de ω, ≺ es una relación sobre ω, y además el sistema satisface las siguientes dos condiciones: primero, (ω, f, e) resulta ser un modelo de los axiomas de Peano; segundo, la relación ≺ resulta ser tal que la cardinalidad de un conjunto w cualquiera es n si y sólo si hay una correspondencia uno-a-uno entre los elementos del conjunto w, y el conjunto de todos los elementos x en ω, tales que x ≺ n.
Como señala Quine (1964, p. 210, y 1968, p. 197), cualquier modelo de los axiomas de Peano permite definir la operación de contar. Si (ω,f,e) es una tupla que satisface los axiomas de Peano, entonces siempre es posible definir una relación ≺ sobre ω, tal que la cardinalidad de cualquier conjunto será n si y sólo si hay una correspondencia uno-a-uno entre los elementos del conjunto contado y los elementos del conjunto {x ∈ ω | x ≺ n}. La definición de ≺ siempre toma la forma
x≺y ↔ ∃z1 ...zn (f(x)=z1 ∧f(z1)=z2 ∧...∧f(zn)=y) 18
recordando que f es la función sucesor. Como todos los modelos tienen una función sucesor, la relación ≺ siempre se puede definir.
Si un sistema α satisface ambos requisitos, se sigue que α = N. El problema consiste en que existe más de un sistema que satisface ambos requisitos. Luego, es posible derivar la siguiente contradicción: si a y b son dos sistemas distintos (a ̸= b) que satisfacen los requisitos, entonces a = N y b = N, pero por la transitividad de la identidad, se sigue que a = b, lo cual contradice nuestro supuesto de que a ̸= b.

## Propuestas de solución
Si abandonamos el platonismo matemático, nos libramos del problema, del mismo modo que si abandonamos el teísmo, nos libramos del problema de la incompatibilidad de los atributos divinos.

## Platonismo matemático
El platonismo matemático afirma que las entidades matemáticas (como los números o los conjuntos) son entidades abstractas que existen con independencia de que nosotros creamos en ellas. Según Øystein Linnebo (2009), el platonismo matemático es la conjunción de las siguientes tres afirmaciones:
1. Los objetos matemáticos existen.
2. Los objetos matemáticos son abstractos.
3. Los objetos matemáticos son independientes.

Los conjuntos, los números, las funciones y las figuras geométricas son ejemplos clásicos de objetos matemáticos. Que los objetos matemáticos sean abstractos quiere decir que no son concretos, que no existen en el espaciotiempo, y que no forman parte de ninguna cadena causal. Existe debate acerca de la mejor definición de 'objeto abstracto', pero la que acabo de enunciar es bastante estándar (Rosen 2012)
Que los objetos matemáticos sean independientes quiere decir que existirían aun si nosotros no existiéramos, en el mismo sentido en que el planeta Marte existiría aun si nosotros no existiéramos, de manera que no son imaginación nuestra.
Una de las principales motivaciones detrás del platonismo matemático es el deseo de dar una explicación simple y elegante de la creencia que los teoremas aritméticos, como 1 + 2 = 3, son verdaderos. Esta otra creencia tiene sus propias motivaciones, entre ellas la necesidad de explicar la utilidad de la aritmética y su extraña y profunda relación con el mundo físico.